# Broletto (Pavia)
Palazzo Broletto a Pavia è un edificio del XII secolo che si trova in piazza della Vittoria.

## Nome
Il broletto (dal latino brolo, cortile o campo recintato) o arengario si identifica nelle città lombarde, a partire dall'XI secolo, come un'area recintata dove si solevano svolgere le assemblee cittadine e dove si amministrava la giustizia.
In seguito il termine venne usato per identificare il palazzo dei consoli, del podestà e genericamente il palazzo municipale.

## Storia e Architettura
In età romana l'area attualmente occupata dal Broletto si affacciava sul foro della città. Durante i restauri dell'edificio effettuati tra il 1926 e il 1928, vennero alla luce tegoloni con il bollo del vescovo Crispino, non sappiamo se da attribuire a Crispino I o Crispino II (521-541) e un mosaico a tessere bianche e nere con motivo a pelte, risalente al IV secolo d.C.  e ora conservato presso i Musei Civici. Il cortile del Broletto fu oggetto di indagini archeologiche tra il 1977 e il 1979 da parte dell'università di Lancaster.  La stessa area fu poi occupata dal palazzo del vescovo, sorto, secondo la tradizione, per volere del vescovo San Damiano agli inizi dell'VIII secolo. A partire dalla metà del XII secolo, il popolo di Pavia cominciò a radunarsi presso il cortile del palazzo vescovile (broilum Sancti Syri), come nel 1162, quando, alla presenza dell'imperatore Federico I Barbarossa, venne festeggiata con un banchetto la presa di Milano. Pochi decenni dopo, nel 1184, con la piena affermazione del comune consolare, l'area cominciò a essere denominata "broilo dei consoli del comune".
In soli due anni, tra il 1197 e il 1198, come ricordato da un'iscrizione encomiastica ora conservata presso i Musei Civici, venne realizzato il primo nucleo del Broletto al di sopra di un'area precedentemente occupata dalla porzione del palazzo vescovile ceduta dal vescovo Lanfranco Beccari al comune. Come molti altri palazzi comunali lombardi sorti negli stessi decenni, il broletto venne realizzato nei pressi della cattedrale anche per evidenziare il ruolo che la principale chiesa della diocesi aveva nel rafforzare le libertà e le nuove istituzioni comunali. Il palazzo, affacciato sulla piazza di San Savino (ora piazza Cavagneria), occupa la porzione meridionale dell'attuale complesso del Broletto. Analogamente ad altri edifici comunali coevi, l'edificio era dotato di portici al piano terreno, di cui sussistono tracce nel prospetto che chiude a sud il cortile del broletto, e che si affaccia col fianco opposto su piazza Cavagneria. Si possono infatti osservare i profili di 5 luci di portico terreno (soprattutto dietro la cinquecentesca Loggetta dei Notai), su bassi pilastri circolari con capitello a cubo scantonato, superiormente ai quali si aprivano, non in asse con gli archi del loggiato, trifore sotto arcata laterizia a tuttosesto, alcune delle quali solo recentemente riportate alla luce. I pilastri sono in pietra di Angera, come il rivestimento della parete nella porzione corrispondente al piano terreno, mentre il paramento soprastante è laterizio e nelle trifore sono sempre in pietra d'Angera le colonnine e i capitelli fogliati, di elegante fattura "francesizzante", che le completano. Nel 1236 il vescovo Rodobaldo Cipolla vendette al comune anche le restanti porzioni del palazzo vescovile, permettendo così l'ampliamento del Broletto.

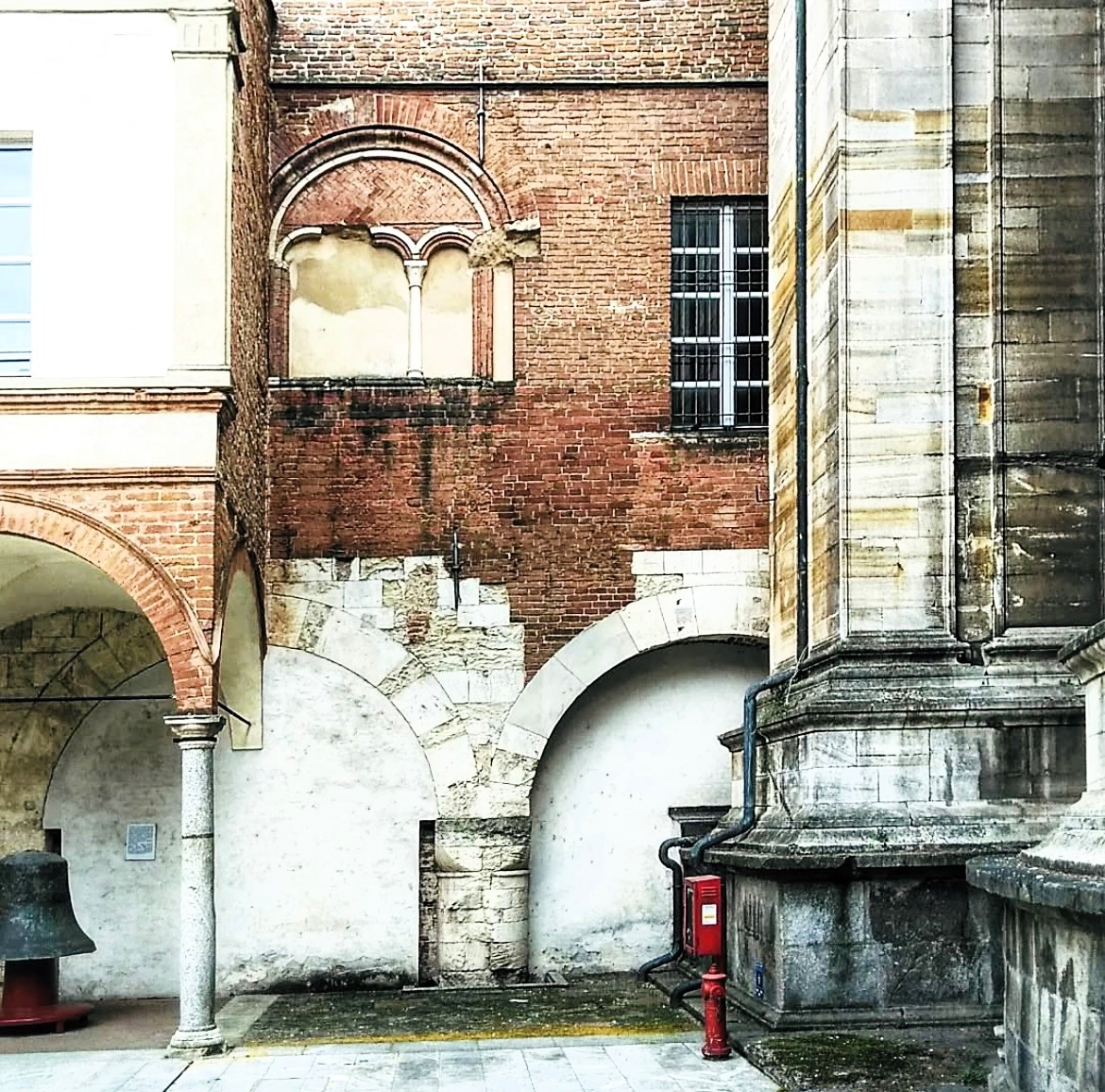
I portici in pietra d’Angera e una trifora dell’ala più antica del palazzo del Broletto (1197-1198).
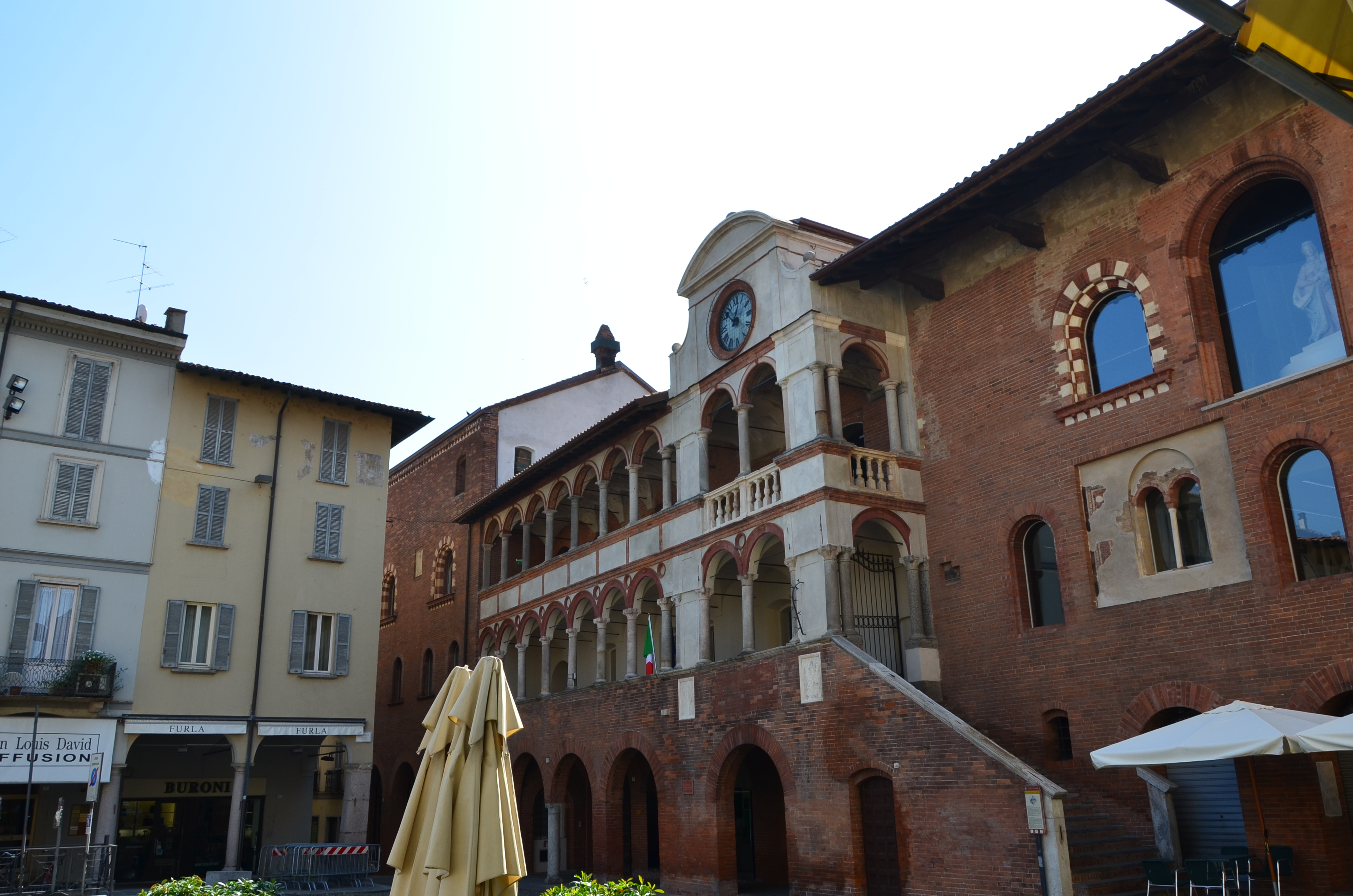
La facciata verso piazza Vittoria, dove si possono vedere le finestre dalla cornice bicroma della prima metà del XIII secolo.
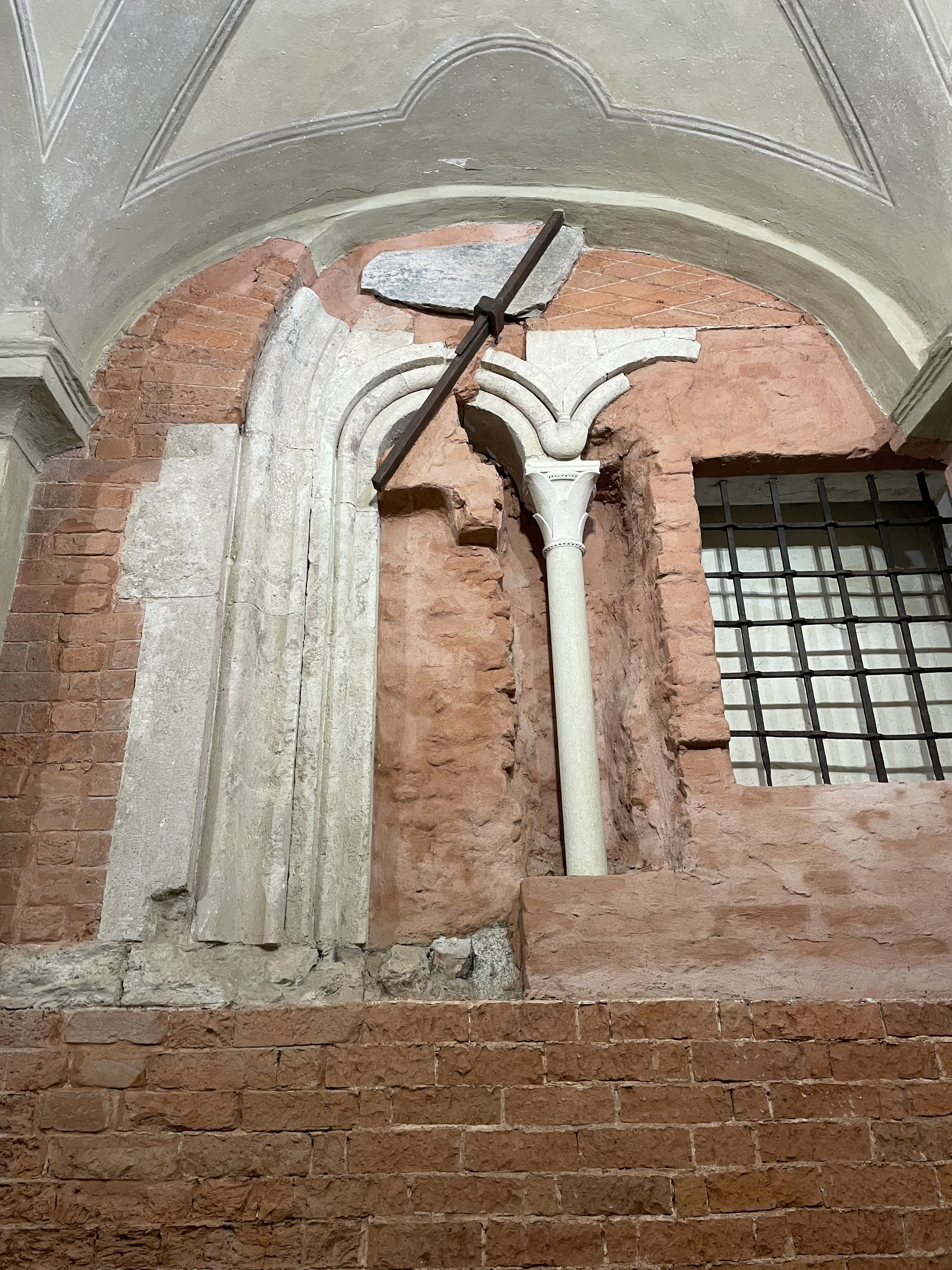
I resti di una delle finestre dell’ala più antica del Broletto (1197-1198).
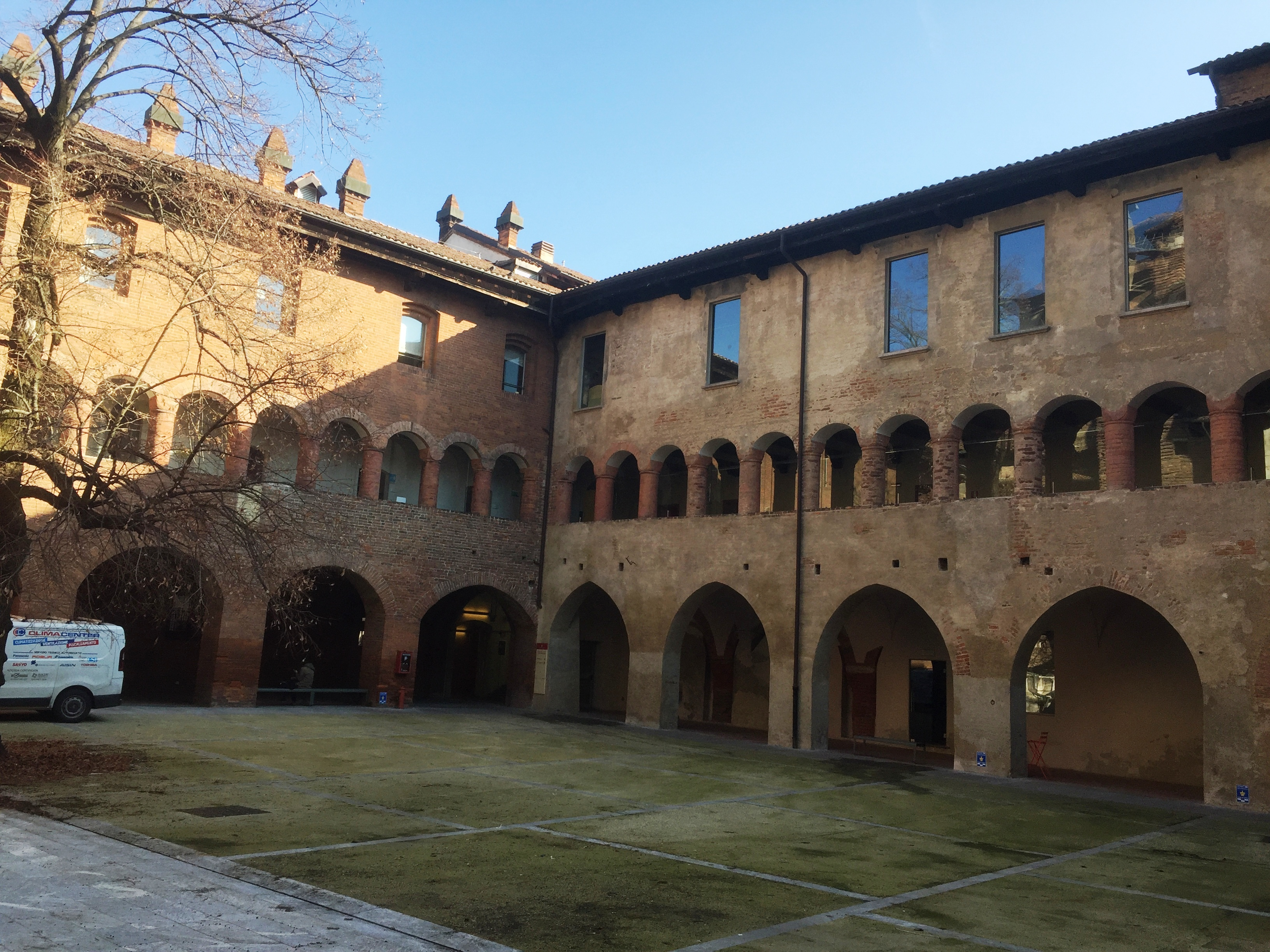
Il cortile del Broletto con le logge.
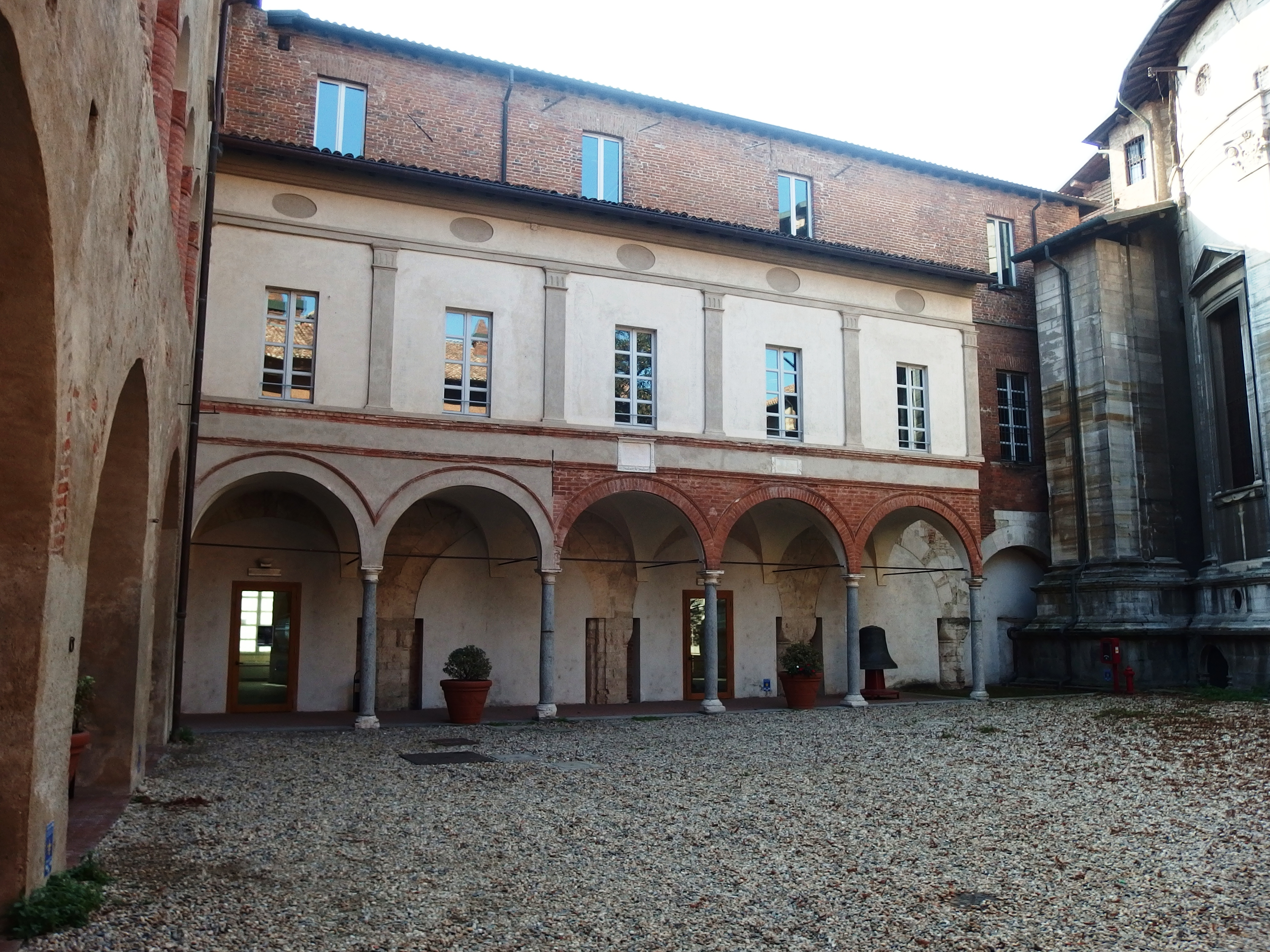
La loggetta dei notai, 1539.

L'edificazione procedette per singoli corpi di fabbrica, dislocati a sud e quindi a nord nell'ala a fronte all'attuale piazza Vittoria. Nel fabbricato odierno di levante l'impianto duecentesco sembra realizzato almeno in due fasiː un corpo a sé stante e la casa-torre settentrionale, all'interno della quale si trovava, al piano terreno, la chiesa di Santa Lucia e, probabilmente, nei piani superiori, il primo nucleo dell'abitazione del podestà, già menzionata nel 1240. Intorno alla metà del XIII secolo venne ultimata anche l'ala settentrionale, affacciata sull'attuale piazza Vittoria e anch'essa dotata, in origine, di portici al piano terreno e di bifore al piano superiore (una di esse, riemersa durante i restauri del 1926-1928, è invece precedente e risale al vecchio palazzo vescovile). Sempre negli stessi anni, il cortile del broletto venne uniformato realizzando un portico e, sopra di esso, un loggiato formato da colonne in laterizio e dotate di capitello cubico e collarino,  che permise il collegamento tra le diverse ali del complesso.
Questo assetto conchiuso sembrerebbe conseguito poco dopo la metà del Duecento; contestualmente si nominano, nel 1264, il "palazzo nuovo" e il "palazzo vecchio" e, nel 1279, le case del podestà. Il palazzo vecchio ospitava i consoli di giustizia per l'Oltrepò e la Lomellina, i consigli segreti, mentre il palazzo nuovo ospitava il Consiglio, la Credenza dei Cento Sapienti e il Consiglio Generale dei Mille Credenziari. A seguito della trasformazione oligarchica di primo Trecento, il Consiglio dei Dodici Sapienti si tenne invece nella stanze del podestà. Occupavano senz'altro la corte il portico del Collegio dei Giudici (già menzionato nel 1342 e allargato nel 1401). In età viscontea il complesso subì diversi interventi, come la trasformazione di alcune finestre (arricchite da cornici bicrome), la parziale chiusura delle antiche logge, mentre, almeno dal 1398, nell'ala meridionale affacciata su piazza Cavagneria vennero create delle carceri. Nel 1498 la facciata su piazza Grande (ora piazza Vittoria) versava in cattivo stato, furono allora avviati lavori per la sua sistemazione. Risale a quall'intervento la loggetta della facciata, articolata su due ordini di arcatelle profilate e inframmezzate da oculi in cotto, secondo modi propri del primissimo Cinquecento. Originariamente la loggetta era più leggiadra di quanto oggi appaia, dato che era sormontata da una un'edicola, sorretta da arcatelle e coperta da una cupola a padiglione, che ospitava una statua della Madonna (la stessa statua esposta ora in una delle finestre della facciata del palazzo), realizzata in terracotta, cocciopesto e stucco da Pietro Lobbia di Gandria nel 1604. 
Nel 1872 l'edicola venne eliminata e al suo posto un orologio. A partire dal 1538 furono eseguiti interventi per dare omogeneità e completezza alle facciate sul cortile, mentre tra il 1539 e il 1544, viene ultimata la loggetta dei Notai, vicino alla quale fu realizzata nel 1556 la cappella del carcere (demolita nel 1862). Tra il 1561 e il 1564 venne rifatta la scalinata della facciata, che conduce alla sala del Consiglio Generale. Nel corso del Cinquecento alcuni locali posti al piano terreno degli edifici del complesso, lungo le attuali piazza Cavagneria e piazza Vittoria, furono trasformati in botteghe e ceduti a privati. Nel 1796 l'esercito francese guidato da Napoleone occupò la Lombardia austriaca e le nuove autorità municipali democratiche decisero di spostare la sede del comune all'interno di palazzo Mezzabarba, dove rimase fino al 1799. Nel 1797, durante gli anni della repubblica Cisalpina, furono eliminati dalle facciate del Broletto tutti gli stemmi in pietra e stucco dei vari podestà e signori che si erano succeduti nel governo della città, così come fu tolta la lapide in marmo con il busto del maresciallo pavese Antoniotto Botta Adorno posta sulla scalinata del palazzo. Due anni dopo, nel 1799, venne cancellato l'affresco posto in cima allo scalone e raffigurante il Cristo e venne ricoperta d'intonaco la pittura (poi recuperata, seppur in pessime condizioni, nei restauri del 1926-1928) con Sant'Agostino fatta realizzare dai Savi di Provvisione nel 1503 come ringraziamento per la liberazione della città dalla peste. Mentre invece non venne distrutta la grande tela raffigurante l'imperatore Federico I Barbarossa (ora nei Musei Civici), realizzata da Bernardo Cane nel 1583 come copia di un dipinto medievale affrescato nel palazzo. Il palazzo fu sede dell'amministrazione comunale fino al 1875, quando il comune spostò la propria sede nel sontuoso palazzo Mezzabarba. A partire dal 1875 il broletto fu adibito a varie funzioniː ospitò la Scuola Normale Femminile, la Camera del Lavoro, durante il fascismo fu sede della Federazione Provinciale dei Fasci di Combattimento e dal 1945 al 1964 della Federazione del Partito Comunista Italiano, mentre, infine, dal 1964 al 1989 i suoi ambienti accolsero la Scuola Media «Felice Casorati».  Attualmente è sede della Scuola Superiore IUSS e dell'assessorato alla Cultura del comune di Pavia.
Il Palazzo Broletto è sede per mostre temporanee di arte moderna e contemporanea.
Alcune delle mostre tenutesi presso l'istituzione: 
- Visual Poetry - L'avanguardia delle neoavanguardie, a cura di Giosuè Allegrini (2014)[16]
- Sergio Dangelo - Les Rendez-Vous, a cura di Francesco Tedeschi (2016)[17]
- Robert Doisneau - Pescatore d'immagini, a cura dell'Atelier Robert Doisneau (2017)[18].